# Swiss Space Office
Pour les articles homonymes, voir Swiss et Sso.
Le Swiss Space Office (en abrégé SSO ; littéralement « Bureau spatial suisse ») est l'agence spatiale nationale suisse, c'est-à-dire l'agence responsable du programme spatial national de la Suisse,. Il a été environ la 16e agence spatiale publique la plus financée avec un budget de 110 millions de dollars au début des années 2000. Selon Jane's, le SSO est « l'unité administrative chargée de la planification et de la mise en œuvre de la politique spatiale suisse », définie par le Conseil fédéral suisse. Le SSO est membre de la Commission fédérale des affaires spatiales (CFAS) et du Comité interdépartemental des questions spatiales (IKAR). La Suisse est également membre de l'Agence spatiale européenne, fournissant 3,30 % du budget de l'ESA en 2005.
En plus du SSO, il y a aussi le Secrétariat d'État à l'Éducation et à la Recherche (SER). Le SER et le SSO sont les organismes publics pour les activités spatiales en Suisse.
Claude Nicollier est un astronaute suisse qui a participé à plusieurs missions du programme spatial américain dans les années 1990. Il est également membre du Corps des astronautes européens. En 2007, il a pris sa retraite des missions spatiales suisses pour devenir professeur à l'École polytechnique fédérale de Lausanne (EPFL). Le Suisse  Marc Bertschi (en) a été nommé à la tête du programme de lanceurs de l'ESA en 2007.
Domaines d'intérêt:
- Observation de la Terre

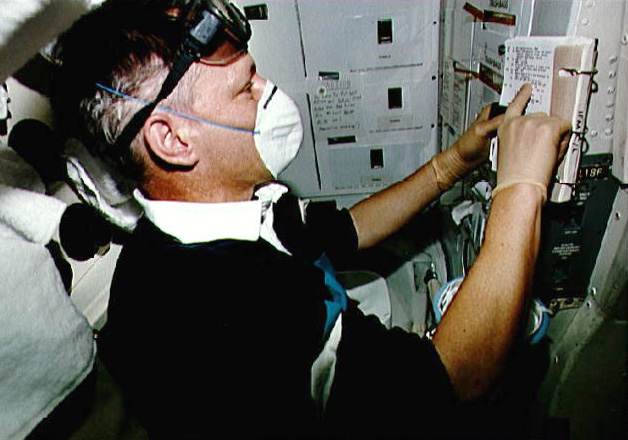
Claude Nicollier effectuant de la maintenance sur STS-46 en 1992

- Industrie et technologie spatiales
- Navigation spatiale
- Science spatiale
- Vols habités, exploration et microgravité
- Lanceurs
- Activités d'éducation

## Missions spatiales habitées
Participations de la Suisse aux missions de la Navette spatiale américaine :
- STS-46 en 1992. Transporteur européen récupérable Atlantis
- STS-61 en 1993. Hubble Servicing Mission 2 Endeavour
- STS-75 en 1996. TSS-1R Mission italienne Columbia.
- STS-103 en 1999. Hubble Servicing Mission 3A Discovery

## Technologie suisse et spatiale

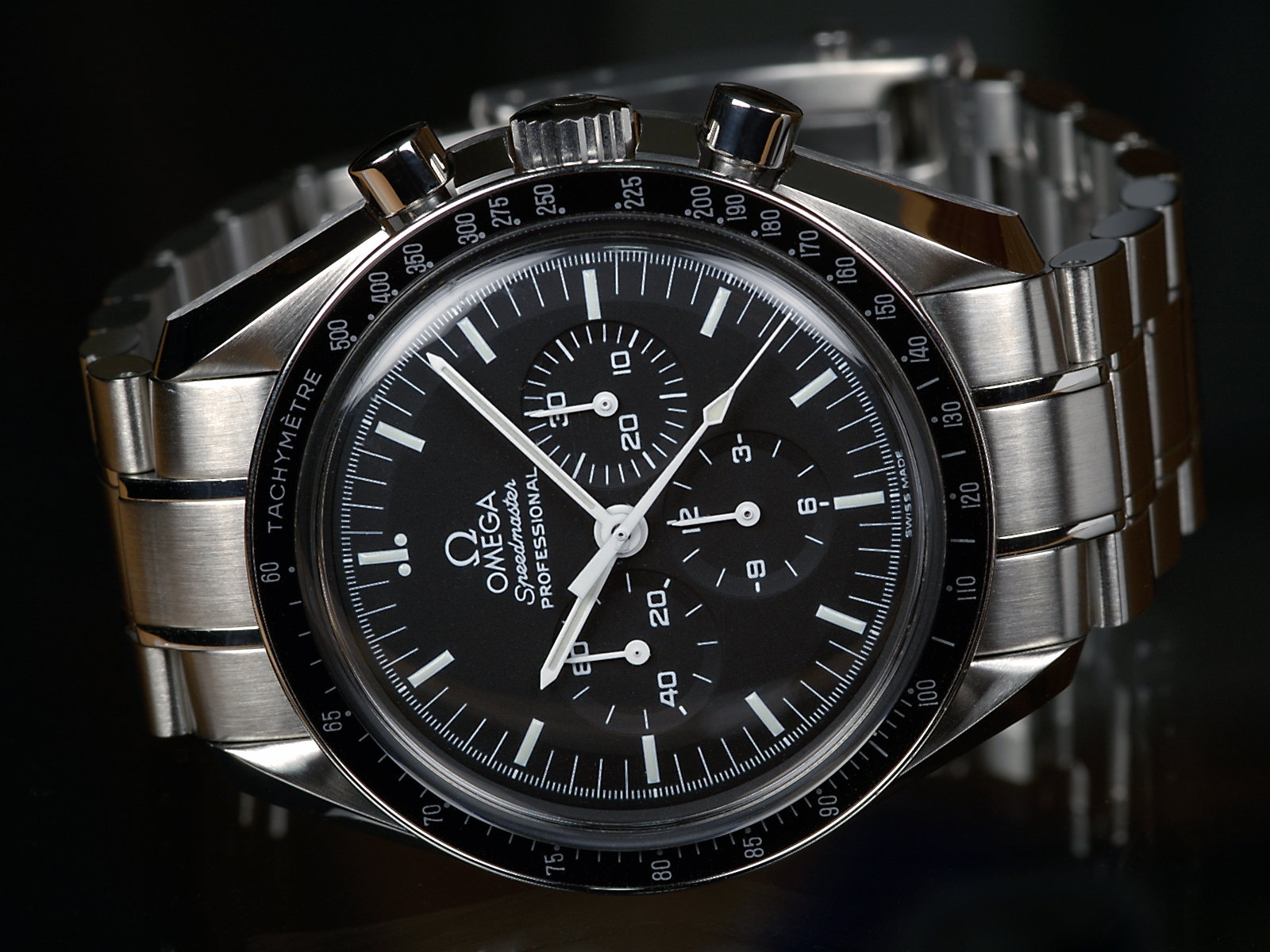
Après les tests élaborés, la montre suisse Omega Speedmaster Professional est devenue certifiée pour les missions spatiales de la NASA en 1965 et a été utilisé par les premiers humains sur la lune

Quelques exemples de contributions de la Suisse à l'exploration et à la technologie spatiales.
- La montre Omega Speedmaster, portée par Buzz Aldrin sur la Lune, est l'équipement standard pour les astronautes de la NASA.
- La Voile solaire développée à l'Université de Berne utilisée par le Programme Apollo pour mesurer le vent solaire sur la Lune.
- La fusée Ariane de l'ESA utilise le Swiss RUAG Space payload fairings.
- Les échantillons rapportés par la sonde spatiale Genesis ont été analysés à l'École polytechnique fédérale de Zurich.
- Le rover Mars Pathfinder de la NASA utilise des moteurs Maxon suisses[8],[9].
- L'Université de Neuchâtel a contribué au Phoenix (vaisseau spatial)

## Bureaux
Swiss Space Office.

## Budget
En 2006, la Suisse a contribué pour un montant total de 140 millions CHF (142 millions de dollars), soit environ 3,4%, au budget de l'ESA. En 2005, le chiffre d'affaires de l'industrie spatiale suisse était de 170 millions CHF.